# فیرزن
شهر فیرزن (به آلمانی: Viersen) در ایالت نوردراین-وستفالن در کشور آلمان واقع شده‌است.